# Moab (Utah)
Moab és la ciutat-capital la seu del comtat del comtat de Grand, a l'est de l'estat d'Utah, Estats Units. Està situada a la vora del riu Colorado, 374 km al sud - est de Salt Lake City i 569 km al' oest de Denver, al costat de l'autopista Interestatal 70, a la cruïlla de les autopistes US Route 191 i l'estatal State Route 128 . Segons el cens de 2000, la seva població era de 4779 habs. A Moab arriba tots els anys un gran nombre de turistes, sobretot per visitar els parcs nacionals Parc Nacional dels Arcs i Parc Nacional de les Canyonlands. La ciutat és famosa pels usuaris de bicicletes de muntanya, que van a practicar el ciclisme a Slickrock Trail, i els tot terrenys que participen al torneig anual Moab Jeep Safari .

## Geografia
Moab es troba a les coordenades 38° 34′ 21″ N, 109° 32′ 59″ O / 38.57250°N,109.54972°O, a una altitud de 1227 m s. n. m. a l'altiplà de Colorado. coneguda pels seus paisatges espectaculars. Moab atreu molts turistes anualment, sobretot visitants dels propers parcs nacionals d'Arches i Canyonlands. La ciutat és una base popular per als ciclistes de muntanya que recorren l'extensa xarxa de senders, inclòs el Slickrock Trail, i per als totterrestres que acudeixen al Safari anual de Moab Jeep. Segons l'oficina del cens dels Estats Units, la ciutat té una superfície total de 9,4 km². La població era de 5.366 habitants segons el cens del 2020. No té cap porció de superfície coberta d'aigua.

## Història
El nom bíblic Moab es refereix a una àrea de terra situada al costat oriental del riu Jordà. Alguns historiadors creuen que la ciutat d'Utah va arribar a utilitzar aquest nom perquè William Andrew Peirce, el primer director de correus, creia que el Moab bíblic i aquesta part d'Utah eren "el país llunyà". :16 No obstant això, altres creuen que el nom té orígens Paiute, fent referència a la paraula moapa, que significa "mosquit". Alguns dels primers residents de la zona van intentar canviar el nom de la ciutat, perquè a la Bíblia cristiana, els moabites són degradats com a incestuosos i idòlatres (però tingueu en compte que Rut era moabita). Una petició de 1890 tenia 59 signatures i demanava un canvi de nom a "Vina". :50Un altre esforç va intentar canviar el nom a "Uvadalia". Els dos intents van fracassar.
Durant el període comprès entre 1829 i principis de la dècada de 1850, la zona al voltant del que ara és Moab va servir com a travessa del riu Colorado al llarg de l'Antic Sender Espanyol. Els colons sants dels últims dies van intentar establir un fort comercial al pas del riu anomenat Elk Mountain Mission l'abril de 1855 per comerciar amb viatgers que intentaven travessar el riu. En aquesta missió van ser cridats quaranta homes. Hi va haver atacs indis repetits, inclòs un el 23 de setembre de 1855, en què James Hunt, company de Peter Stubbs, va ser assassinat a trets per un nadiu americà. Després d'aquest darrer atac, el fort va quedar abandonat. Un nou grup de colons del comtat de Rich, liderats per Randolph Hockaday Stewart, va establir un assentament permanent el 1878 sota la direcció de Brigham Young. Moab es va incorporar com a ciutat el 20 de desembre de 1902.
El 1949, el director de pel·lícules de l'oest John Ford es va convèncer per utilitzar l'àrea per a la pel·lícula Wagon Master. Ford havia estat utilitzant la zona de Monument Valley al voltant de Mexican Hat, Utah, al sud de Moab, des que hi va filmar Stagecoach 10 anys abans, el 1939. Un ramader local de Moab (George White) va trobar Ford i el va convèncer perquè vingués a fer una ullada a Moab. La Moab to Monument Valley Film Commission és un departament de la ciutat de Moab i ostenta el títol de la comissió cinematogràfica més llarga del món. Fundada el 1949, la comissió ha supervisat la producció de moltes pel·lícules rodades prop de Moab.